# Стара школа у Тополи
Стара школа у Тополи је подигнута на месту старе Карађорђеве школе, из времена Првог српског устанка, у оквиру Карађорђевог града.
Први писани помен о градњи школе у Тополи потиче из 1823. године. То је молба којом се Карађорђев устаник и писар, један од тада ретких писмених Тополаца, Милан Марковић, обратио кнезу Милошу за позајмицу од сто гроша, јер су толико остали дужни мајсторима који су подигли школу у Тополи. 
Зграда је масивна, зидана ломљеним каменом, дебелих зидова, чији су подрумски отвори служили као пушкарнице. Изнад подрума су три просторије, у које је улаз из дворишта преко трема. У највећој просторији, до улице, била је учионица, а у преосталим двема је био стан за учитеља. У овој згради је била школа све до Првог светског рата.
Зграду ове школе не треба приписивати кнезу Александру, јер је он, по запису тополског учитеља Милана Ђ. Милићевића из 1852. године, школу и поповску кућу подигао иза јужне стране тополског града, у Карађорђевом воћњаку.
У овој згради је била смештена Библиотека „Радоје Домановић”, до пресељења, а данас служи за потребе Археријског намесништва опленачког Епархије шумадијске.